# Città in agguato
Città in agguato (Pool of London) è un film poliziesco noir britannico del 1951 diretto da Basil Dearden. Nel cast figurano Bonar Colleano, Earl Cameron e Susan Shaw.
Ambientato nella Londra del dopoguerra, il film è degno di nota per aver presentato la prima relazione interrazziale in un film britannico.

## Trama
La nave mercantile Dunbar attracca al Pool of London. Ai membri dell'equipaggio viene concesso un congedo a terra, con alcuni che praticano il piccolo contrabbando e altre varie attività.
Il membro afroamericano dell'equipaggio, Johnny Lambert, un bravo ragazzo a tutto tondo, incontra una bella bionda, Pat, che si offre di mostrargli i luoghi d'interesse di Londra. In un montaggio visivamente ricco, i due visitano il National Maritime Museum e l'Osservatorio di Greenwich. Vengono mostrate brevemente anche le viste dalla cupola della Cattedrale di St Paul e alcune delle aree bombardate intorno alla cattedrale prima della ricostruzione di Piazza Paternoster.
Un altro marinaio, Dan MacDonald, viene inavvertitamente coinvolto in una rapina di gioielli in cui viene ucciso un guardiano notturno.

## Distribuzione
Pool of London venne proiettato in prima visione all'Odeon Leicester Square a Londra il 22 febbraio 1951.

## Ricezione critica
Sul New York Times, Bosley Crowther scrisse: "c'è eccitazione e suspense nei melodrammi crudi e sudici" e concluse che il film, "sebbene non distinto, è divertente e ha il sapore di un grande porto marittimo"